# Schneelastwaage

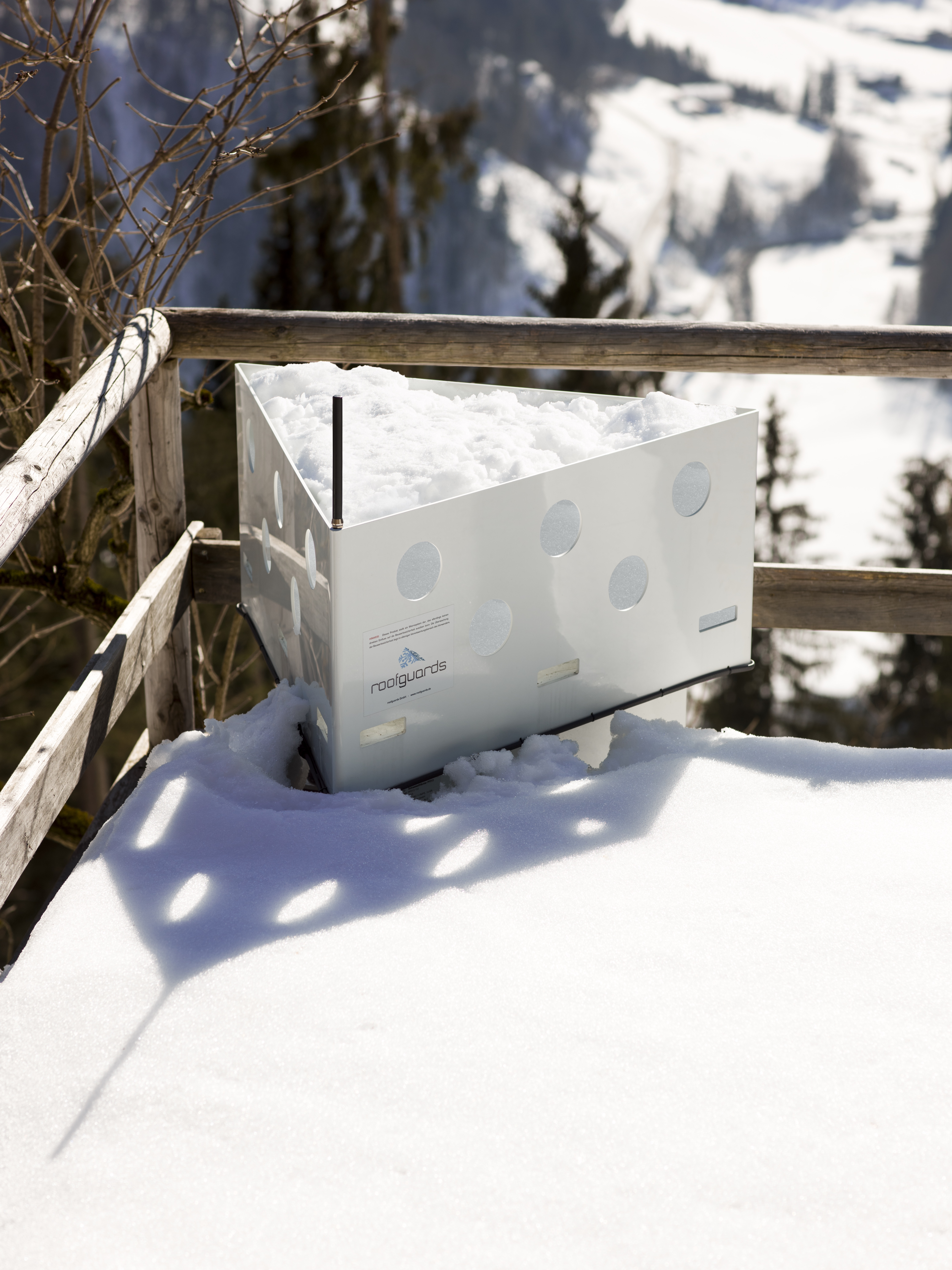
SchneelastWächter im Einsatz in den Bergen Tirols.

Eine Schneelastwaage, auch Schneelastwächter, ist ein Warnsystem zur Kontrolle der Schneelast um die Überlastung einer Dachkonstruktion frühzeitig zu erkennen und Gegenmaßnahmen einleiten zu können. Dazu wird permanent das Gewicht der Dachlast gemessen und aufgezeichnet. Bei Überschreitung kritischer Werte wird ein optischer und akustischer Alarm ausgelöst. Die Verantwortlichen können via SMS oder E-Mail benachrichtigt werden.
Die Systeme bestehen aus Messeinheit (Schneewaage) und Auswerteeinheit (Kontrollmonitor) bzw. alternativ einem Online-Portal, auf das von jedem Computer, Tablet oder Smartphone weltweit zugegriffen werden kann. Je nach Hersteller sind beide Komponenten durch ein Daten- und Stromversorgungskabel, Funkverbindung oder Internet verbunden. Die aktuelle Belastung pro Quadratmeter kann ohne Dachbegehung abgelesen werden. Neben der aktuellen Schneelast werden auch weitere Werte wie die Temperatur und Netzstärke erfasst. Die Messwerte werden ständig aktualisiert und protokolliert. Bei drohender Gefahr können neben einem optischen und akustischen Alarm auch Mitteilungen per SMS oder E-Mail die Verantwortlichen gesendet werden. Gegenmaßnahmen können so rechtzeitig veranlasst werden.
Die Vernetzung verschiedener Standorte ermöglicht es, z. B. alle Gebäude eines Unternehmens deutschlandweit von einem zentralen Punkt aus zu überwachen oder Daten via Fernabfrage jederzeit abzurufen.